# Hilding "Moggli" Gustafsson
Sten Hilding Mauritz "Moggli" Gustafsson, född 16 januari 1914 i Stockholm, död där 23 september 1999, var en svensk ishockey-, bandy- och fotbollsspelare som spelade i svenska landslaget i alla tre sporterna. 
Gustafsson inledde bandykarriären 1927 i Charlottenburgs BK på Södermalm och värvades sedan till Reymersholms IK där han spelade 1930–1948 och 1951–1952, varav nio säsonger i allsvenskan. Han spelade också i allsvenskan för Edsbyns IF 1947–1948. Han var tränare i Hammarby IF 1953–1954, spelande tränare i div II-laget i Åtvidaberg 1954–1955. Han spelade 11 A-landskamper i bandy mellan åren 1934 och 1948 och erhöll Kabompokalen 1937. Han blev landslagstränare i slutet av 1950-talet, senare även riksinstruktör. Gustafsson spelade på alla platser i laget, utom målvakt, men var främst centerhalv.
I fotboll spelade han i allsvenskan för Reymersholms IK 1941–1942 och han spelade sju A-landskamper mellan åren 1940 och 1941. Han var senare tränare i fotboll för bland annat AIK och Åtvidabergs FF.
Gustafsson var allsvensk ishockeyspelare i Reymersholms IK under fem säsonger. Han spelade en A-landskamp i ishockey, mot Österrike 1934. Gustafsson spelade också handboll i Reymersholms IK.

## Familj
Gustafsson var gift med Signe, född Pettersson, och tillsammans hade de sonen Billy Gezon. Gustafsson är gravsatt i minneslunden på Skogskyrkogården i Stockholm.